# Vratilo
Vratilo je strojni dio koji prenosi rotacijsko gibanje i zakretni moment, to jest snagu. Služi i kao prijenosni element ili dio prijenosnoga sustava između pogonskog i pogonjenoga stroja. Ima oblik vitkoga cilindričnog tijela, u uzdužnom je smjeru najčešće različitih promjera, što ovisi o predviđenim naprezanjima, ali i o potrebi da se na mjestima promjene presjeka omogući pričvršćivanje dijelova koji preuzimaju, ili na vratilo prenose okretni moment (zupčanici, tarenice, remenice i drugo). Istodobno je opterećeno na savijanje i uvijanje (torzija). Vrlo je slično osovini, koja, međutim, ne prenosi okretni moment i napregnuta je samo na savijanje. Vratila se izvode kao puna ili cjevasta, a za manje snage te za posebne namjene i savitljiva (na primjer na mjerilima brzine vozila, specijalnim nastavcima brzohodnih ručnih alata). Posebno su prilagođene izvedbe neka vratila radnih i pogonskih strojeva, na primjer koljenasto vratilo u motorima s unutarnjim izgaranjem, zglobno ili kardansko vratilo za spajanje dijelova kojima se osi rotacija ne poklapaju, nažlijebljeno vratilo, koje na sebi nosi na primjer uzdužno pomične zupčanike ili remenice s pomoću kojih se mijenja omjer prijenosa, poluvratilo za prijenos momenta na pogonske kotače vozila, bregasto vratilo (grebenasto vratilo) s izbočinama jajolika oblika (greben) za periodično otvaranje ventila (na primjer u četverotaktnim motorima s unutarnjim izgaranjem pri rednom razmještaju cilindara), uključivanje sklopki i slično.
Vratilo je strojni dio kojim se prenosi zakretni moment i snagu, a može biti opterećeno i na savijanje; za razliku od osovine kojom se ne prenosi zakretni moment i koja je opterećena samo na savijanje. Dok osovina može i mirovati (tada ostali strojni elementi na njoj rotiraju), vratilo se uvijek okreće jer prenosi zakretni moment. Vratila su, za razliku od osovina, u pravilu okretni ili rotirajući elementi. Vratilo se, dakle, proračunava u prvom redu na uvijanje (torziju) pa po potrebi i na savijanje; za razliku od osovine koja se proračunava samo na savijanje.
Vratila moraju imati određene geometrijske diskontinuitete kako bi se mogla pričvstiti na drugi strojni dio kojim odvode/prenose zakretni moment - to su najčešće utori za pero (klin), ali se redovito koriste i stezni spojevi. Dotične promjene u promjeru vratila, gledano u uzdužnom (aksijalnom) presjeku, izazivaju koncentracije naprezanja, pa je jako bitno dobro konstruirati dotične prijelaze i naslone na vratilu (na primjer za ležaje, zupčanike, remenice). Najčešće se koriste (velika) zaobljenja i stožci, kako bi se što blaže skrenuo tok zakretnog momenta i time smanjila koncentracija naprezanja.
Vratila mogu biti ravna ili koljenasta (uobičajeni naziv je koljenasto vratilo ili radilica). Ravna vratila mogu biti valjkasta ili posebno profilirana (četverokutni presjek, žljebljena vratila, poligonska vratila i sl.). Posebnu kategoriju čine zglobna, teleskopska i savitljiva vratila. Vratila, odnosno kombinacija vratila za prijenos okretnih momenata na veće udaljenosti, naziva se transmisija. Za prijenos snage s brodskog motora na brodski vijak služi osovinski vod (ne brodsko vratilo!), koji pored momenta uvijanja, prenosi i znatnu aksijalnu silu – poriv brodskog vijka.
Radi smanjenja težine, osovine i vratila mogu biti šuplji, s uzdužnim provrtom, što poskupljuje izradu. Pri tome je korist od smanjenja težine veća nego šteta od smanjenja čvrstoće i krutosti. Na primjer vratilo s promjerom provrta 0,5 ∙ d je lakše 25 %, a momenti otpora se smanjuju samo oko 5 %.
Za prijenos snage između pokretnih pogonskih i radnih agregata upotrebljava se i savitljiva vratila (za pogon brojila, mjerila brzine vozila i brzine vrtnje, bušilica i drugih alata). Sastoje se od višeslojne žičane jezgre, koja se vodi u savitljivoj metalnoj cijevi.
Opterećenja osovina na savijanje potječu od njihove vlastite težine, težine drugih strojnih dijelova koji su na njima ugrađeni, djelovanja vanjskih sila, a kod vratila još i od djelovanja obodnih sila koje stvaraju momente uvijanja i istovremeno pritišću vratilo. Prema njihovoj geometrijskoj središnjici vratila se dijele na ravna i koljenasta. Koljenasta vratila su vrlo važni dijelovi parnih strojeva, motora s unutrašnjim izgaranjem, kompresora i tako dalje.

## Rukavci
Rukavci su dijelovi osovina i vratila koji se vrte u kliznim ili valjnim ležajima (ili se ležajevi vrte na osovinama). Oni mogu biti različito oblikovani, a prije svega moraju imati glatku površinu koja se postiže finim tokarenjem, brušenjem ili poliranjem. Za ostale dijelove osovine ili vratila obično nije potrebna tako fina obrada. Kod sjedala ležaja polumjer prijelaza vratila mora biti manji od zaobljenja rubova ležajeva, kako bi se ležaj mogao potisnuti do odgovarajućeg naslona. Često su na mjestima ležajeva predviđeni i odgovarajući žljebovi za krajeve alata koji omogućuju lakšu obradu rukavaca osovina ili vratila, te istovremeno osiguravaju dobro pozicioniranje ležajeva uz odgovarajući naslon. Osovine i vratila imaju obično dva rukavca, to jest ležaja, a dugačka i jače opterećena vratila više njih, na primjer koljenasto vratilo motora. Osovine i vratila su rijetko jednakog promjera po čitavoj duljini. Najčešće su stupnjevani, to jest pojedini dijelovi imaju različite promjere.

## Materijali vratila
Pri izboru materijala za osovine i vratila potrebno je, osim karakteristika čvrstoće, uzeti u obzir i otpornost materijala na koncentraciju naprezanja, te otpornost na koroziju. Posebno je karakteristično za čelike visoke čvrstoće da su osjetljivi na koncentraciju naprezanja koja nastaje uz prijelaze s jednog na drugi promjer, uz žljebove za pera i klinove, žljebove za uskočnike i slično. Za izradu osovina i vratila upotrebljavaju se konstrukcijski čelici, poboljšani čelici i čelici za cementiranje. 
Sve osovine i vratila, a naročito ako su vučene i hladno vučene, a nisu normalizirane, imaju zaostala naprezanja: veliki tlak na površinskom sloju, a niski vlak u jezgri. Poslije rezanja, a naročito poslije izrade utora za klin, ravnoteža zaostalih naprezanja se naruši, i osovina se savine bez djelovanja vanjskog opterećenja. Ovaj progib iznosi čak oko 1 mm za osovinu promjera ∅ 50 na duljini utora od 1000 mm. Zato je obvezna završna obrada nakon rezanja utora za klin. Obično brušenje samo dosjednih ploha zadovoljava. Rukavci, prijelazi, dosjedi, mjesta za brtvenice i sl., fino se tokare ili bruse, odnosno komprimiraju, lepuju ili obrađuju superfiniš postupkom. Ova završna obrada se bezuvjetno radi poslije toplinske obrade.
Zbog naglih promjena presjeka uzrokovanih prijelazima s manjega na veći promjer i obrnuto, utorima za uskočnike, rupama itd., osovine i vratila u pravilu trpe veliku koncentraciju naprezanja. Pri titrajućem (cikličkom) opterećenju ovo može dovesti do loma materijala zbog umora materijala. Odgovarajućim oblikovanjem, posebno oko kritičnih mjesta, ova opasnost se može znatno ili potpuno ukloniti.
Glavni konstrukcijski materijali osovina i vratila jesu ugljični i legirani čelici. Čelik za te strojne dijelove legira se s kromom, niklom, molibdenom i manganom. Već prema zahtjevima koje moraju zadovoljavati, osovine i vratila najprije se obrađuju tokarenjem, a njihovi rukavci poslije toga brušenjem i ponekad poliranjem. Prema potrebi osovine i vratila obrađuju se (prije brušenja i poliranja) još i toplinskokemijskim postupcima (na primjer kaljenjem, cementiranjem, nitriranjem). Pri tome materijal treba da bude odabran tako, da se osovini (vratilu) osigura potrebna dinamička čvrstoća i otpornost rukavaca prema izlizavanju u ležajevima. U posebnim slučajevima osovine i vratila mogu se napraviti od čeličnog lijeva ili od modificiranog lijevanog željeza, koje se odlikuje visokom čvrstoćom i bolje prigušuje vibracije nego čelični materijal. Upotreba legiranih čelika isplati se kod titrajnih naprezanja (izmjeničnog savijanja) samo onda, ako ne postoji djelovanje zareza, jer su čelici visokih mehaničkih svojstava veoma osjetljivi na takva djelovanja. Za izbor materijala može biti mjerodavna otpornost na koroziju.

## Opterećenja osovina i vratila
Većina osovina i vratila mogu se u praksi smatrati nosačima na dva ili više ležaja, klizna ili valjna. Vanjske sile koje djeluju na dijelove smještene na osovini ili vratilu (zupčanike, remenice, lančanike, koloture itd.) uzrokuju reakcijske sile u ležajima koje skupa s vanjskim silama uzrokuju momente savijanja u poprečnim presjecima. Sile, a time i momenti savijanja, općenito djeluju u dvije okomite ravnine. Momenti savijanja stvaraju u tim dvjema ravninama rezultirajući moment savijanja, koji u osovini ili vratilu uzrokuje naprezanje na savijanje.
U mirujućim osovinama dinamičko opterećenje na savijanje je promjenjivo zbog promjenjivih vanjskih sila. Naprezanje na savijanje je tada najčešće istosmjerno promjenjivo, pa se za mjerodavnu karakteristiku čvrstoće uzima istosmjerna trajna dinamička čvrstoća materijala. U rotirajućim osovinama naprezanja na savijanje su naizmjenično promjenjiva, pa se za mjerodavnu karakteristiku čvrstoće uzima trajna dinamička čvrstoća materijala za simetrični ciklus savijanja. U oba slučaja se dakle, kao i inače pri dimenzioniranju, ne računaju precizno dinamičke čvrstoće osovine, nego se računa samo s dinamičkim čvrstoćama materijala, ali se zato povećava potrebni stupanj sigurnosti.

### Progib osovina ili vratila
Zbog momenta savijanja osovina ili vratilo se elastično deformira (savije), pa osna linija zauzme zakrivljen oblik. Ova deformirana geometrijska linija naziva se elastična linija savijanja, a sama deformacija progib. Kutna deformacija elastične linije, tj. derivacija njezine jednadžbe u smjeru osi, naziva se nagib. Progib uzrokuje ekscentričnu rotaciju dijelova na osovinama ili vratilima (zupčanici, remenice, lančanici), što negativno utječe na funkciju čitavog stroja (npr. odstupanja u zahvatu zupčanika). Nagib mijenja i položaj rukavca u ležajima, što uzrokuje njihovo nejednoliko opterećenje i time veće trošenje, tj. manju trajnost. Zbog toga se veličine progiba i nagiba ograničavaju s dopuštenim vrijednostima koje se određuju iskustveno.
Dopuštene vrijednosti progiba: 
- kod grubih pogona (transmisijska vratila, poljoprivredni strojevi): fmax ≤ 0,5 mm / m duljine
- u općem strojarstvu: fmax ≤ 0,3 mm / m duljine
- kod alatnih strojeva, zupčanika: fmax ≤ 0,2 mm / m duljine
- kod elektromotora se preporuča da progib bude manji od 1/10 zračnosti između statora i rotora.

### Kut uvijanja
Kut uvijanja jest deformacija nastala djelovanjem okretnog momenta. Njegova veličina važna je prvenstveno kod dugih vratila i kod vratila s čestim promjenama smjera vrtnje, jer veliki kut uvijanja uzrokuje neželjene vibracije. Dozvoljen je kut uvijanja 0,25° do 0,5° po metru duljine vratila. Kod kardanskih vratila automobila se dopušta i do 2°/m. Kod većih kutova uvijanja vratilo počinje djelovati kao opruga, prilikom deformacije akumulira rad i može doći do vibracija. Mala krutost vratila daje i malu kritičnu brzinu vrtnje pri kojoj dolazi do rezonancije. Kut uvijanja je važan kod dugačkih vratila, npr. transmisijskih vratila (osovinski vod na brodu), te vratila za pogon kotača dizalice i pogon mačke dizalice. 

### Fleksijska kritična brzina vrtnje
Osovine i vratila tvore, skupa s masama pričvršćenim na njima, elastični opružni sustav. Zbog vanjskih opterećenja osovine i vratila elastično se deformiraju i titraju (vibriraju) vlastitom frekvencijom. Pri vrtnji dolazi, zbog neuravnoteženosti masa, do dodatnih impulsa centrifugalnih sila koji su ovisni o brzini vrtnje i masi dijelova smještenih na osovinu ili vratilo. Dodatni impulsi centrifugalnih sila posljedica su neizbježnog odstupanja prilikom izrade zbog kojih se položaj težišta na osovini ili vratilu smještenih rotirajućih masa ne podudara s teoretskim položajem na liniji savijanja. Ako se pogonska brzina vrtnje podudara s vlastitom frekvencijom vibriranja osovine ili vratila i na njima smještenih masa, dolazi do rezonancije. U tom slučaju amplituda vibriranja skokovito se poveća, što može dovesti do loma osovine ili vratila. Brzina vrtnje, kod koje dolazi do rezonancije, naziva se fleksiona kritična brzina vrtnje.
Općenito, duge i tanke osovine i vratila imaju nisku, a kratke i debele visoku fleksijsku kritičnu brzinu vrtnje. Ako je savojna kritična brzina vrtnje manja od brzine vrtnje osovine ili vratila tokom rada, prilikom pokretanja i zaustavljanja stroja mora se osigurati što brži prijelaz preko kritičnog područja. Tako će osovina ili vratilo vrlo kratko vrijeme raditi u kritičnom području, pa će utjecaj rezonancije biti zanemariv.
Radna brzina vrtnje osovina i vratila u strojevima ne smije biti blizu kritične brzine vrtnje nk. Strojevi trebaju raditi u podrezonantnom području n < 0,8•nk, ili nadrezonantnom području n > 1,2•nk. Najčešće sistem radi u podrezonantnom području pa je poželjno da nk bude što viši. To se postiže: 
- malim razmakom ležaja kako bi progib bio manji,
- balansiranjem sustava kako bi se smanjilo djelovanje centrifugalne sile i
- minimiziranjem težine kako bi progib bio manji.

### Torzijska kritična brzina vrtnje
Vratila stvaraju, skupa s masama na njih namještenih dijelova, torzijski opružni sustav koji torzijsko vibrira vlastitom frekvencijom pod utjecajem vanjskog opterećenja (okretnog momenta). Zbog neuravnoteženosti elemenata namještenih na vratilo (npr. vratila s kracima) dolazi do dodatnih torzijskih impulsa koji su ovisni o brzini vrtnje i masi elemenata namještenih na vratilo. Ako se pogonska brzina vrtnje podudara s vlastitom frekvencijom torzijskog vibriranja vratila i na njih namještenih elemenata, dolazi do rezonancije. Brzina vrtnje pri kojoj se to događa naziva se torzijska kritična brzina vrtnje. Ovakva se opasnost javlja kod klipnih motora, tj. kod motornih vozila, a naročito kod sporohodnih brodskih dizelskih motora. Radi sprečavanja torzijskih vibracija se najčešće ugrađuju elastične spojke ili posebni prigušivači torzijskih vibracija.

### Idealna osovina
Teoretski se svi presjeci mogu tako dimenzionirati da u njima vlada jednako naprezanje na savijanje. Tako konstruirana osovina ili vratilo bila bi paraboloid. Potrebno je, međutim, dobiti proizvodno i funkcionalno pogodan oblik sastavljen od cilindara i stožaca tako da to ne dovodi do podrezivanja paraboloida. Pretkovanim osovinama i vratilima jednakih naprezanja na savijanje ušteđuju se materijal i obrada.

## Izrada vratila
Osovine i vratila promjera do 80 mm mogu se dobiti provlačenjem (izvlačenjem) čeličnih šipki na hladno, pri čemu se postižu tolerancije od h8 do h11, tako da naknadno tokarenje više nije potrebno. Promjeri do 150 mm izrađuju se od čeličnih šipki okruglog presjeka izvlačenjem na toplo, valjanjem na toplo ili tokarenjem. Deblje i složenije osovine i vratila izrađuju se kovanjem, prešanjem ili lijevanjem. 
Rukavci, prijelazi s manjeg na veći promjer i bočni oslonci se prema postavljenim zahtjevima fino tokare, bruse, poliraju ili tlače. Preporuča se da promjeri osovina ili vratila u mm budu standardni ili zaokruženi brojevi. Završeci vratila promjera do 28 mm izrađuju se s tolerancijom j6, od 28 do 50 s k6, a veći s m6. Često su završeci izrađeni kao ožljebljeni. Promjeri rukavaca su određeni promjerom ležaja. Oblik ostalog dijela osovine ili vratila je osim čvrstoćom i krutošću određen drugim konstrukcijskim zahtjevima, načinom ugradnje, izmjerama brtvi, uskočnika itd. Osovine i vratila za brzine vrtnje iznad 1500 okretaja/min moraju biti kruta, kruto uležištena i izbalansirana.